# O Fim da Inocência
O Fim da Inocência é um filme português do género drama, realizado por Joaquim Leitão e produzido por Ana Costa. Estreou-se em Portugal a 30 de novembro de 2017.
O filme é uma adaptação do livro best-seller, do mesmo nome, O Fim da Inocência, de Francisco Salgueiro.

## Sinopse
Este filme conta a história de Inês, que aos olhos de todos, principalmente dos seus pais, é a menina perfeita. Estuda num dos mais caros e reputados colégios da Linha de Cascais, e o seu núcleo de amigos é meramente composto por filhos de embaixadores e presidentes de grandes empresas. Acontece que, por detrás das aparências, a realidade de Inês e do seu grupo de amigos é outra, muito diferente. Inês e o seu grupo de amigos são consumidores regulares de drogas, têm comportamentos sexuais de alto risco e utilizam o lado mais perigoso da Internet para os seus fins sexuais e não só. Assim, e ainda menores de idade, as suas vidas já se encontram num estado de degradação física elevado e num descontrolo emocional total.

## Elenco
- Oksana Tkach como Inês
- Joana Aguiar como Mónica
- João Alves como Henrique
- Sofia Alves como Teresa
- Joana Barradas como Rita
- Pedro Borges como Capanga 2
- Virgílio Castelo como Fernando
- Sandra Celas
- Raquel de Oliveira como Femke
- Francisco Fernandez como Bernardo
- Ana Marta Ferreira como Mafalda
- Raquel Franco como Carlota
- Miguel Frazão como Capanga 1
- Luís Garcia como Afonso
- David Gomes como Ângelo
- Catarina Matos como Cesária
- Rodrigo Paganelli como Pedro
- Marco Paiva
- Ricardo Sá como Tommy
- Ângelo Torres
- Leonor Vasconcelos como Cláudia